# Johannes Kotschy
Johannes Kotschy (* 2. Mai 1949 in Neuhaus am Schliersee/Bayern) ist ein österreichischer Komponist und Theoretiker.

## Leben
Johannes Kotschy studierte nach dem Abschluss des Pharmaziestudiums in München in den Jahren 1973 bis 1981 an der Universität Mozarteum Salzburg Klavier bei Erika Frieser, Komposition bei Cesar Bresgen sowie musikalische Grundlagenforschung.
Seit dem Jahr 1981 ist Kotschy als freischaffender Komponist tätig. Er arbeitet zudem als Freier Mitarbeiter am Institut für Musikalische Grundlagenforschung an der Universität Mozarteum Salzburg.
Ein von ihm entwickeltes „Naturtonsystem“ stellte er 1984 im Rahmen der Internationale Ferienkurse für Neue Musik in Darmstadt vor. Zudem entwickelte er eine neue Keyboard-Tastatur, welche auf einfache Weise das Spiel mit Mikrotönen erlaubt.
Im Jahr 1992 gründete er zusammen mit Klaus Ager und Herbert Grassl die IG Komponisten Salzburg, deren Vorsitzender er bis zum Jahr 1994 war.
Von 1998 bis 2009 war Kotschy Präsident der Internationalen Gesellschaft für Ekmelische Musik, seit 2011 ist er deren Vizepräsident.

## Auszeichnungen
- 1986: Preis der Salzburger Landesregierung[3]
- 2009: Besondere Auszeichnung beim Internationalen Kompositionswettbewerb „Helike Athanatos“[1]

## Werke (Auswahl)

### Ensemblemusik
- Avvenimento – Duo für Violoncello und Klavier (1978)[6]
- Im alten Haus – Klavierquintett für Flöte, Oboe, Viola, Violoncello und Klavier, op. 1 (1978)[6]
- Der chilenische Wald – Streichquintett für zwei Violinen, zwei Violas und Violoncello nach Pablo Neruda, op. 3 (1979)[6]
- Neuberger Trio – für Klavier, Violine und Violoncello, op. 9 (1981)[6]
- Drei Episoden für Ensemble – aus dem Workshop 1983, Oktett für Flöte, Oboe, Klarinette, Saxophon, Posaune, Klavier, Viola und Violoncello (1983)[6]
- Zwei Gedichte von Ingeborg Bachmann – für Altstimme, Klarinette in B, Violine und Violoncello, op. 15 (1983)[6]
- Die drei Teiche in Hellbrunn – Duo für Vibraphon und Harfe mit Solostimme Tenor nach Gedichten von Georg Trakl, op. 16/1 (1984)[6]
- Streichquartett Nr.op. 1 – im Naturtonsystem für zwei Violinen, Viola und Violoncello, op. 18 (1984/1985)[6]
- Klangpalette I – Zwölf Stücke im Naturtonsystem für Oboe, Klarinette und Fagott, op. 19 (1985)[6]
- Schwarzer Walzer – Quintett für Oboe, Streichtrio und präpariertes Klavier (Naturton-System) nach dem Gedicht von Ingeborg Bachmann, op. 23 (1987)[6]
- Immer die Nacht – für Streichquartett und Solostimme Sopran nach dem Gedicht „Curriculum vitae“ von Ingeborg Bachmann, op. 25 (1987)[6]
- Aus der Tiefe – Duo für Horn und Klavier, op. 26/1 (1987/1988)[6]
- Pizzipezzi – Trio für Violine, Viola und Violoncello, op. 27/1 (1988)[6]
- Berge des Wahnsinns – Duo für Bassklarinette und Klavier nach H. P. Lovecraft, op. 26/2 (1989)[6]
- The lost sounds of Mu – Duo für zwei Harfen auf Des (1989)[6]
- Crystal Sonata – Duo für Violoncello und Harfe, op. 28 (1990)[6]
- Akumea – Drei Studien für Oboe und Viola, op. 27/3 (1990)[6]
- Schlussmonolog aus Finnegan’s Wake – Septett für zwei Blockflöten, Altposaune, Bassposaune, Orgel, Violoncello und Kontrabass mit Solostimmen zwei Tenöre, Sopran, Alt und Bass nach James Joyce, op. 30 (1990)[6]
- Poem – Duo für Klarinette und Harfe, op. 32/1 (1991)[6]
- Zuls Grabrede – Duo für Tuba und ekmelisch gestimmtes Klavier, op. 32/2 (1991)[6]
- Curriculum – Quintett für Oboe, Klarinette, Gitarre, Violine und Violoncello in ekmelischer Musik nach dem Gedicht von Ingeborg Bachmann, op. 33 (1991)[6]
- Streichquartett Nr. 2 – Quartett für zwei Violinen (2), Viola und Violoncello im Naturtonsystem, op. 35 (1992)[6]
- Lieder auf der Flucht – Oktett für zwei Oboen (auch Englischhörner), zwei Violinen, Vibraphon, Viola, Violoncello und Kontrabass mit Solostimme Sopran nach Gedichten von Ingeborg Bachmann, op. 36 (1993)[6]
- Verwehendes Nichts II – Trio für Klarinette, Viola und Vibraphon mit Klangstäben, op. 38/1 (1994)[6]
- Streichquartett Nr. 3 – im Naturtonsystem für 4 Streichquartette (zwei Violinen, Viola und Violoncello) im Raumklang (1995)[6]
- Verwehendes Nichts III – Duo für Vibraphon und Harfe mit Klangstäben, Klavier (1), Violine (1), Viola (1), Violoncello (1) (1996)[6]
- Klavierquartett Nr. 1 – für Klavier, Violine, Viola und Violoncello,  42 (1997)[6]
- Es ist genug! – Streichsextett für zwei Violinen, zwei Violen und zwei Violoncelli (2008)[6]

### Solomusik
- Ut flos in hortis – für Frauenstimmen (1977)[6]
- Drei Lieder nach Gedichten von Georg Trakl – Solo für Klavier und Solostimme Alt, op. 2/1 (1977)[6]
- Zwei Klavieretüden – Solo für Klavier, op. 4/1 (1977)[6]
- Drei Klavierstücke – Amoko Cadiz, op. 4/2 (1979)[6]
- Remotion I – Solo für Orgel, op. 13/1 (1981)[6]
- Catjoclang – Drei Klavierstücke, op. 4/3 (1981)[6]
- Sechs Lieder aus dem Shi-Djing – Solo für Perkussion und gemischten Chor, op. 10 (1982)[6]
- Remotion II – Solo für Orgel, op. 13/2 (1982)[6]
- Das wohlpräparierte Klavier – Solo für Klavier (1983)[6]
- Auf den Tod einer alten Frau – Solo für Klavier und Solostimme Alt nach Texten für Georg Trakl, op. 16/2 (1984)[6]
- AnRa – Solo für Harfe, op. 24/1 (1987)[6]
- Minutenstücke – Solo für Perkussion, op. 29/2 (1987)[6]
- Aurora – Solo für Harfe, op. 27/2 (1988)[6]
- Shadja – Solo für Viola, op. 24/2(1988)[6]
- Remotion III – Licht/Leben – Solo für Orgel, op. 22/2 (1988)[6]
- Verwehendes Nichts – Solo für Vibraphon, op. 29/1 (1990)[6]
- Pareo – Solo für Harfe nach einem Gedicht von Paul Gauguin, op. 34/2 (1992)[6]
- Naturton-Sonatine – Solo für Violine, op. 29/3 (1992)[6]

### Bühnenmusik
- Die glücklichen Eulen – Singspiel für Musikschulen, op. 5 a (1980)[6]
- X-ZAB oder Das Hereinbrechen des Marianengrabens – Musikoperntheater für vier Schauspieler, Pauken, Piano, Posaune und Streichquartett (1989)[6]
- Der Untergang der Stadt Passau – Oper in 3 Akten mit Prologen und Epilog nach einem Roman von Carl Amery, op. 40 (1995)[6]